# 弗洛伊德 (加利福尼亞州弗雷斯諾縣)
弗洛伊德（英語：Floyd）是位於美國加利福尼亞州弗雷斯諾縣的一個非建制地區。該地的面積和人口皆未知。

## 地理
弗洛伊德的座標為36°44′06″N 119°59′35″W / 36.73500°N 119.99306°W，而該地的平均海拔高度為75米（即246英尺）。